# Avant 1895 au cinéma
| Années du cinéma : - Avant 1895 - 1895 1896 1897    |
| Décennies du cinéma : - Avant 1895 - 1900 1910 1920 |

## Évènements
- 1830 : Le Britannique Michael Faraday invente la roue de Faraday qui met en évidence la persistance rétinienne.
- 1831 : Sur ses traces, le Belge Joseph Antoine Ferdinand Plateau invente le phénakistiscope pour démontrer l'importance de la persistance rétinienne dans la perception du mouvement.
- 1834 : Le Britannique William George Horner invente le zootrope (ou tambour magique), un jouet optique qui utilise des dessins pour recomposer un mouvement d'une seconde.
- 1876 : Le Français Émile Reynaud invente le praxinoscope, autre jouet optique utilisant des dessins.
- 1878 : Le Britannique Eadweard Muybridge met au point un dispositif de 12 appareils photographiques à plaques de verre pour analyser les phases du galop équin qui, jusqu'à présent, était faussement perçu et représenté en dessin et peinture.
- 1880 : Eadweard Muybridge invente le zoopraxiscope, un appareil de projection qui permet de projeter sur grand écran 12 ou 24 photographies sur verre disposées sur un disque de verre en rotation, qui reproduit le mouvement enregistré pendant une à deux secondes. Parallèlement, Émile Reynaud lance son praxinoscope de projection.
- 1882 : Le Français Étienne-Jules Marey, en collaboration avec son compatriote Albert Londe, invente le chronophotographe à plaques de verre photosensibles fixes contenues dans douze chambres photographiques. Il invente ensuite le fusil photographique permettant de prendre en une seconde, en rafale 12 instantanés photographiques sur plaques de verre en rotation avec autant d'arrêts pour la prise de vue photographique, à la manière d'un barillet de révolver.
- 1888 : Le Français Louis Aimée Augustin Le Prince enregistre sur papier une vingtaine de chronophotographies en une seconde, Une scène au jardin de Roundhay, avec son appareil, le Mk2, mais ne peut pas les montrer en mouvement.
- 1888 : l'Américain John Carbutt invente un support souple et transparent, en nitrate de cellulose, le celluloïd, commercialisé en 1889 par l'industriel américain George Eastman sous la forme de bandes de 70 mm de large destinées à la photographie et plus spécialement aux appareils photo Kodak.
- 1889 : Le Britannique William Friese-Greene aurait enregistré une dizaine de chronophotographies en une seconde, Leisurely Pedestrians, Open Topped Buses and Hansom Cabs with Trotting Horses, dont il ne reste aucune trace permettant d'en attester la réalité.
- 1889 : Sur la base de croquis de l'Américain Thomas Edison, ses collaborateurs William Kennedy Laurie Dickson et Charles A. Brown inventent la première version de la caméra Edison, alimentée par le ruban souple Eastman découpé en bandes de 19 mm de large, au déroulement horizontal, doté d'une rangée de six perforations rectangulaires en bas des photogrammes de forme circulaire héritée des jouets optiques. Cet appareil à déroulement intermittent de la pellicule est baptisé kinétographe, c'est la première caméra efficiente de l'histoire du cinéma. Pour regarder les images enregistrées, Dickson invente le kinétoscope, appareil à défilement continu devant une ampoule électrique masquée par intermittence au moyen d'un obturateur à disque mobile, où les bandes photographiques sont vues en mouvement grâce à un jeu de loupes et un œilleton individuel. Présentation officielle du premier film Edison, Dickson Greeting — le mot anglais film est adopté par Edison pour désigner les bobineaux de pellicule impressionnés — le 20 mai 1891 devant une assemblée de cent-cinquante militantes de la Federation of Women’s Clubs.
- 1890 : Étienne-Jules Marey adapte le même support souple en celluloïd à son chronophotographe.
- 1891 : Thomas Edison et ses collaborateurs, W.K.L. Dickson et William Heise, non satisfaits des résultats obtenus en 19 mm, mettent au point un nouveau format de pellicule, qui deviendra le support standard du cinéma : le 35 mm, doté d'un double jeu de quatre perforations rectangulaires Edison (modèle déposé) de part et d'autre de chaque photogramme.
- 1892 : Émile Reynaud présente ses pantomimes lumineuses à l'aide de son théâtre optique au musée Grévin. Premiers dessins animés du cinéma et premières projections d'images en mouvement d'une durée d'au moins 90 secondes sur grand écran.
- 1893-1895 : Edison produit cent quarante-huit films de moins d'une minute chacun. William Kennedy Laurie Dickson en prend la direction, devenant ainsi le premier réalisateur de l'histoire du cinéma. Edison fait fabriquer à cet effet le premier studio de cinéma, le Black Maria, et installe ou fait installer sous licence des Kinetoscope Parlors, des salles où sont présentés plusieurs films sur autant de kinétoscopes, avec un droit d'entrée forfaitaire. En fait, ce sont les premières salles de cinéma, et les premières recettes du cinéma, auxquelles il faut ajouter le Cabinet fantastique du musée Grévin, où se déroulent les séances payantes du théâtre optique de Reynaud.
- 1894 : Antoine Lumière, en visite à Paris, assiste à une démonstration du kinétoscope et à une séance du théâtre optique. Revenu à Lyon, il oriente les recherches de ses fils sur l’image animée projetée. Auguste Lumière tente d'abord de créer une machine mais il échoue et c'est Louis Lumière qui a l'idée d'adapter le système d'entraînement par griffes et came excentrique — couramment utilisé dans l'industrie du textile dont Lyon est un centre important — à un premier modèle de caméra, le cinématographe, utilisant une bande de papier non projetable de 35 mm de large à un jeu de deux perforations rondes de part et d'autre des photogrammes (évitant ainsi la contrefaçon du film Edison). Les frères Lumière se procurent ensuite du ruban Eastman et Louis tourne ses premières vues photographiques animées projetables sur écran.

## Principales naissances

### Années 1840
- 28 août 1841 : Louis Aimé Augustin Le Prince, inventeur franco-anglais de la période du précinéma
- 22 octobre 1844 : Sarah Bernhardt, actrice française de tragédie
- 8 décembre 1844 : Émile Reynaud, inventeur français, inventeur du dessin animé, initiateur des premières projections animées sur grand écran
- 11 février 1847 : Thomas Edison, inventeur américain du phonographe et de la première caméra argentique du cinéma et initiateur du mot "film"

### Années 1850
- 8 novembre 1855 : James Williamson, réalisateur britannique
- 4 janvier 1857 : Émile Cohl, dessinateur et l'un des grands réalisateur du dessin animé

### Années 1860
- 3 août 1860 : William Kennedy Laurie Dickson, inventeur franco-britannique et premier réalisateur du cinéma
- 8 décembre 1861 : Georges Méliès, illusionniste, réalisateur et comédien français
- 30 mars 1862 : Victorin Jasset, réalisateur français
- 19 octobre 1862 : Auguste Lumière, inventeur et industriel français
- 26 décembre 1863 : Charles Pathé, producteur français
- 4 janvier 1864 : George Albert Smith, réalisateur britannique
- 19 février 1864 : Ferdinand Zecca, réalisateur français
- 10 mai 1864 : Léon Gaumont, industriel français
- 5 octobre 1864 : Louis Lumière, inventeur, réalisateur, producteur et industriel français
- 14 mars 1865 : Filoteo Alberini, producteur et réalisateur italien
- 12 juin 1867 : William Bechtel, acteur américain
- 10 avril 1868 : George Arliss, comédien britannique
- 5 juin 1869 : Lewin Fitzhamon, réalisateur britannique
- 4 juillet 1869 : William E. Wing, scénariste américain
- 3 octobre 1869 : Robert W. Paul, premier réalisateur britannique

### Années 1870
- 16 décembre 1871 : Ernest Shipman, producteur canadien
- 7 janvier 1873 : Adolph Zukor, producteur américain
- 19 février 1873 : Louis Feuillade, réalisateur français
- 24 avril 1873 : Robert Wiene, réalisateur allemand
- 1er juillet 1873 : Alice Guy, première réalisatrice du cinéma, productrice franco-américaine
- 5 janvier 1875 : James Stuart Blackton, réalisateur américain, inventeur du dessin animé sur support photosensible
- 22 janvier 1875 : David Wark Griffith, réalisateur américain
- 2 février 1876 : Maurice Félix Thomas dit Maurice Tourneur, réalisateur français
- 24 août 1877 : Victor Boucher, acteur français
- 9 septembre 1877 : André Alerme, acteur français
- 28 avril 1878 : Lionel Barrymore, acteur et réalisateur américain
- 12 mars 1879 : Alfred Abel, acteur et réalisateur allemand
- 15 août 1879 : Ethel Barrymore, actrice américaine
- 17 août 1879 : Samuel Goldwyn, producteur américain
- 26 septembre 1879 : André Brulé, acteur français
- 3 octobre 1879 : André Brunot, acteur français
- 23 octobre 1879 : Arthur Henry Gooden, scénariste britannique

### Années 1880

#### 1880
- 17 janvier 1880 : Mack Sennett, producteur et réalisateur canadien
- 29 janvier 1880 : W. C. Fields, scénariste et acteur américain
- 18 février 1880 : Webster Cullison, réalisateur américain
- 12 avril 1880 : Harry Baur, acteur français
- 27 septembre 1880 : Wally Van, acteur et réalisateur américain
- 14 décembre 1880 : Léon Belières, acteur français

#### 1881
- 12 août 1881 : Cecil Blount DeMille, réalisateur américain

#### 1882
- 17 janvier 1882 : Noah Beery, acteur américain
- 15 février 1882 : John Barrymore, acteur américain
- 9 septembre 1882 : Bach, acteur et comique troupier français
- 30 septembre 1882 : George Bancroft, acteur américain

#### 1883
- 9 février 1883 : Jules Berry, acteur français
- 23 mai 1883 : Douglas Fairbanks, acteur américain
- 31 octobre 1883 : Louis-Léon-Robert-André Thomas dit Robert Tourneur, acteur et metteur en scène de théâtre et de cinéma français
- 16 décembre 1883 : Max Linder, acteur et réalisateur français

#### 1884
- 22 mars 1884 : Lyda Borelli, actrice italienne
- 15 juin 1884 : Harry Langdon, acteur américain

#### 1885
- 4 juillet 1885 : Louis B. Mayer, producteur américain
- 2 janvier 1885 : Marcel André, acteur français
- 21 février 1885 : Sacha Guitry, écrivain, acteur et réalisateur français
- 1er mars 1885 : Lionel Atwill, acteur britannique
- 1er avril 1885 : Wallace Beery, acteur américain
- 12 avril 1885 : Jacques Baumer, acteur français
- 29 juillet 1885 : Theda Bara, actrice américaine, première vamp du cinéma

#### 1886
- 26 mai 1886 : Al Jolson, chanteur et acteur américain
- 23 août 1886 : Josette Andriot, actrice française

#### 1887
- 6 janvier 1887 : Berthe Bovy, comédienne française
- 11 janvier 1887 : Monte Blue, acteur américain
- 11 mars 1887 : Raoul Walsh, réalisateur américain
- 12 mai 1887 : Yvonne de Bray, actrice française
- 1er juin 1887 : Clive Brook, acteur et réalisateur britannique
- 29 septembre 1887 : Billy Bevan, acteur australien
- 23 novembre 1887 : Boris Karloff, acteur britannique
- 23 décembre 1887 : Eric Blore, acteur britannique
- 24 décembre 1887 : Louis Jouvet, acteur français

#### 1888
- 19 février 1888 : John G. Adolfi, réalisateur et producteur américain
- 21 septembre 1888 : Lucien Baroux, acteur français

#### 1889
- 24 février 1889 : Suzanne Bianchetti, actrice française
- 26 février 1889 : Jacques Berlioz, acteur français
- 29 mars 1889 : Warner Baxter, acteur américain
- 16 avril 1889 : Charlie Chaplin, acteur et réalisateur britannique
- 7 mai 1889 : Carlos Martínez Baena, acteur et scénariste hispano-mexicain
- 5 juillet 1889 : Jean Cocteau, poète, écrivain et réalisateur français
- 15 septembre 1889 : Robert Benchley, acteur et scénariste américain
- 25 octobre 1889 : Abel Gance, réalisateur et producteur français

### Années 1890
- 18 février 1890 : Edward Arnold, acteur américain
- 9 juin 1890 : Leslie Banks, acteur britannique
- 16 juin 1890 : Stan Laurel, acteur britannique
- 7 octobre 1890 : René Bergeron, acteur français
- 14 octobre 1890 : Louis Delluc, réalisateur français
- 1er janvier 1891 : Charles Bickford, acteur américain
- 28 mars 1891 : Raymond Aimos, acteur français
- 20 avril 1891 : Thomy Bourdelle, acteur français
- 22 septembre 1891 : Hans Albers, acteur allemand
- 24 octobre 1891 : Pierre Bertin, acteur français
- 7 décembre 1891 ou 27 juin 1892 : Greta Schröder, actrice allemande
- 6 janvier 1892 : Lucienne Bogaert, actrice française
- 18 janvier 1892 : Oliver Hardy, acteur américain
- 8 avril 1892 : Mary Pickford, actrice et productrice canadienne
- 11 avril 1892 : Francesca Bertini, actrice italienne
- 27 juin 1892 ou 7 décembre 1891: Greta Schröder, actrice allemande
- 30 juin 1892 : Pierre Blanchar, acteur et réalisateur français
- 28 juillet 1892 : Joe E. Brown, acteur américain
- 12 mars 1893 : Jean Brochard, acteur français
- 14 mars 1893 : Pierre Alcover, acteur français
- 20 avril 1893 : Harold Lloyd, acteur américain
- 21 mai 1893 : Armand Bernard, acteur français
- 8 juin 1893 : Gaby Morlay, actrice française
- 1er février 1894 : John Ford, réalisateur américain
- 8 février 1894 : King Vidor, réalisateur américain
- 25 juillet 1894 : Walter Brennan, acteur américain
- 15 septembre 1894 : Jean Renoir, réalisateur français